# 笠松泰洋
笠松 泰洋（かさまつ やすひろ、1960年1月11日 - ）は、日本の作曲家。日本著作権協会正会員、日本作曲家協議会会員。駿河台大学客員教授。平成30年度文化庁文化交流使。クリスタルアーツ所属。管楽器奏者としてライブハウスなど演奏活動も展開中。

## 来歴・人物
福井県福井市生まれ。福井市松本小学校、福井市進明中学校、福井県立藤島高等学校を経て、東京大学文学部美学芸術学科卒業。オーボエを岩崎勇、作曲を三善晃、ピアノをゴールドベルク山根美代子らに師事。

## 主な活動
室内楽を中心に作品を発表、弦楽四重奏曲第3・4番はウィーン弦楽四重奏団により初演され、4番は同グループのレパートリーとなる。オーケストラと朗読のための『アガメムノンとカッサンドラ』、東京佼成ウインドオーケストラの委嘱による『コントラバスとウィンドアンサンブルのためのコンチェルトグロッソ、オーケアニスの海』など大きな編成の作品も発表。
一方で、演劇、ダンスといった舞台作品に数多くの音楽を提供して、世界的に活躍する舞台人から高い信頼を得ている。
演劇の分野では、蜷川幸雄や江守徹演出作品、ダンスでは森山開次、平山素子、加賀谷香といったダンサーの作品、映像では是枝裕和や岡崎栄ら監督の作品に音楽を提供し、海外のフェスティバルで演奏・上演される。舞台で培った要素を音楽の世界に持ち込んで新しい音楽作品を作ることを1つの目標としている。
2011年より石川県立音楽堂の邦楽セクションより委嘱され「若き鼓動～芸の息吹」シリーズに参加。森山開次のダンスと和洋楽器の混声アンサンブルに寄せて作曲した『ウタウラ』『YUMEJI』『神の子勧進帳』などの作品、また新国立劇場での加賀谷香構成振付の『エゴイズム』（サンセバスチャンフェスティバル参加）は、新しい邦楽の可能性を示す作品として、また新しいダンスの音楽として注目を浴びる。
2003年　室内オペラ「エレクトラ三部作」発表。王子ホール委嘱シリーズを3年にわたり上演、自ら台本、作曲、指揮を担当する。
2005年　民族音楽的要素の強い新オリエント楽派を結成、新作を発表する。演奏家としてもオーボエ、ズルナとメイ（トルコの民族オーボエ）を用いると、地中海地方の民族音楽の伝統を現代にアレンジした。
2009年　東京文化会館を起点に『音楽×空間』シリーズを開始。舞台性のある音楽作品に挑む。
2010年　朗読、ダンスと室内楽のための「四谷怪談」
2011年　室内オペラ「人魚姫」上演。埼玉県立近代美術館SMF「俳句 × 音楽 × ダンス」にて演奏。パソナが淡路島で進める、芸術家の独立支援と地域活性化の人材育成事業「ここから村」の舞台活動の音楽監督を務める（『ONE STEP ～ここから村から始まる最初の一歩～』）。
2012年　「ネオ胡楽・桜バンド」結成し、和楽器にオリエント系の楽器が融合する新しい音楽を提唱。これは作曲家自身のオーボエにアラブパーカッション、サズ/ウード、ヴァイオリンに龍笛、薩摩琵琶を加えたもの。朗読と音楽による『耳なし芳一』等を上演。
2015年  音楽劇『星の王子さま』公共ホール共同制作（水戸芸術館等）、青木豪（台本、演出）
2017年 『神の子勧進帳』の音楽を監督。能楽「安宅」と歌舞伎「勧進帳」に取材しバレエダンサーを起用した台本を支える楽曲を三味線や笛、鳴物と西洋楽器ヴィオラとチェロで構成（石川県立音楽堂制作、森山開次振付、出演）。
2018年　劇団四季「恋に落ちたシェイクスピア」の音楽を担当。
2019年  伝統と創造シリーズvol.10 『HANAGO－花子－』（音楽・演奏）音楽監督、演奏。

### 主な委嘱作品
受嘱先の50音順に示す。

- 石川県立音楽堂「若き鼓動～芸の息吹」シリーズ（2011年–）
- 王子ホール「室内オペラ〈エレクトラ三部作〉」（2003年–2005年）
- 水戸芸術館等 音楽劇『星の王子さま』（2015年）公共ホール共同制作